# 1998 QY55
1998 QY55 är en asteroid i huvudbältet som upptäcktes den 29 augusti 1998 av Višnjan-observatoriet i Kroatien.
Asteroiden har en diameter på ungefär 5 kilometer och den tillhör asteroidgruppen Koronis.